# Chapelle Rucellai
 (mars 2022).
Si vous disposez d'ouvrages ou d'articles de référence ou si vous connaissez des sites web de qualité traitant du thème abordé ici, merci de compléter l'article en donnant les références utiles à sa vérifiabilité et en les liant à la section « Notes et références ».

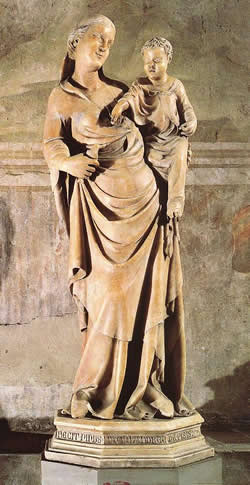
La Madone de Nino Pisano.

La chapelle Rucellai est la chapelle située à la tête du transept droit de la basilique Santa Maria Novella de Florence, en Italie. La chapelle est surélevée et placée symétriquement par rapport à la chapelle Strozzi de Mantoue.

## Histoire et description
La chapelle a été construite entre 1305 et 1325 environ, par Cenni di Nardo di Giunta Rucellai, dont le tombeau est maintenant situé juste sous l'escalier menant à la chapelle, à la hauteur du transept. Depuis lors, le patronage de la chapelle a toujours appartenu à la famille Rucellai, une famille florentine influente qui résidait à proximité de la basilique. La position de la chapelle est excentrée par rapport au chevet du transept du fait que la partie gauche du mur du fond de ce même transept (où se trouve aujourd'hui une crèche de 1910) était sous le patronage de la confrérie des Chantres.
Pour accéder à la chapelle, il est nécessaire de monter une volée de marches, au bout de laquelle, au niveau du sol, se trouve la tombe de Paolo Rucellai, membre de la famille Rucellai qui a vécu au XVe siècle, comme son père, Giovanni di Paolo Rucellai, qui fit construire la partie supérieure de la façade de la basilique Santa Maria Novella par Leon Battista Alberti. Le tombeau est l'œuvre d'un sculpteur anonyme de l'école florentine qui a recyclé un coffre ancien en le posant sur une fausse nappe de marbre faite de sa main, un emplacement qui fait allusion au repos du marchand décédé sur la toile qui faisait l'objet de son travail.
La chapelle est ornée d'un cycle très incomplet de fresques du XIVe siècle, malgré les restaurations achevées en 1989. Celles du mur de droite sont attribuées au Maestro della Santa Cecilia, élève anonyme de Giotto di Bondone qui fut actif entre 1290 et 1325 environ. Les fresques représentent le Massacre des Innocents, le Martyre de sainte Ursule et de ses compagnes et peut-être un Saint Georges. Les fresques du mur du fond sont d'un maître giottesque non identifié et datent de la troisième ou quatrième décennie du XIVe siècle.  Elles décrivent la Crucifixion (au centre), Saint Dominique (à gauche) et Saint Thomas d'Aquin (à droite).
Sur l'autel se trouve la Vierge à l'Enfant de Nino Pisano, une statue en marbre du milieu du XIVe siècle apportée ici récemment. Le panneau du mur de gauche a été peint par Giuliano Bugiardini et représente le Martyre de sainte Catherine d'Alexandrie (1530-1540). Au centre du sol, depuis 1956, se trouvait la pierre tombale de fra'  Leonardo Dati, ancien général de l'ordre des Prêcheurs, qui a été coulée et ciselée par Lorenzo Ghiberti entre 1425 et 1426, aujourd'hui déplacée dans le transept, devant l'escalier menant à la chapelle.
Dans cette chapelle, la Madone Rucellai de Duccio di Buoninsegna séjourna longtemps, à partir de 1591, qui était à l'origine située dans la chapelle Bardi voisine, autrefois sous le patronage de la confrérie des Chantres, et qui est maintenant au musée des Offices à Florence. C'est précisément en raison de ce long séjour que le tableau est encore connu aujourd'hui sous le nom de Madone Rucellai.